# Božena Hašplová
Božena Hašplová (19. července 1917 – ???) byla česká a československá politička Komunistické strany Československa a poslankyně České národní rady a Sněmovny národů Federálního shromáždění na počátku normalizace.

## Biografie
Byla profesí učitelkou, bytem Šumperk. Absolvovala učitelský ústav s maturitou a koncem 60. let působila coby zástupkyně ředitele ZDŠ v Šumperku. Byla členkou Městského výboru Svazu žen v Šumperku a Krajského výboru KSČ Severomoravského kraje. Bylo jí uděleno vyznamenání Za zásluhy o výstavbu a titul Vzorná učitelka. Zasedala v ČNR a pracovala v její kulturní komisi.
Po provedení federalizace Československa usedla v lednu 1969 i do Sněmovny národů Federálního shromáždění. Ve federálním parlamentu setrvala jen do října 1970, kdy přestala být poslankyní ČNR a tudíž ztratila i mandát ve FS.